# 1,2,2-三氟-1,1,2-三氯乙烷
1,2,2-三氟-1,1,2-三氯乙烷，别名氟利昂-113，结构式CFCl2CF2Cl。

## 性质
无色无味透明液体，易挥发。可燃，不分解，不腐蚀金属，具有低毒性。
- 临界温度：214.1 °C
- 临界压力：3.41 MPa

## 制备
六氯乙烷与氟化氢在五氯化锑催化下进行反应，生成1,2,2-三氟-1,1,2-三氯乙烷。反应后经碱洗、水洗、分馏和提纯，得到成品。
{\displaystyle \ CCl_{3}CCl_{3}+3HF\ {\xrightarrow[{140^{o}C,\ 0.5MPa}]{SbCl_{5}}}\ CClF_{2}CCl_{2}F+3HCl}
副反应：
{\displaystyle \ CCl_{3}CCl_{3}+2HF\rightarrow C_{2}F_{2}Cl_{4}+2HCl}
{\displaystyle \ CCl_{3}CCl_{3}+4HF\rightarrow C_{2}F_{4}Cl_{2}+4HCl}

## 用途
用于制取三氟氯乙烯，也用作溶剂、致冷剂、灭火剂、发泡剂、清洗剂和干洗剂等。